# کفرناحوم
کَفَرناحوم (عبری: כְּפַר נַחוּם) روستایی باستانی بود در کنار دریاچه جلیل (دریاچه طبریه). در عهد جدید از کفرناحوم به عنوان محل زندگی عیسی مسیح و برخی از حواریون او یاد شده‌است.

## در هنر

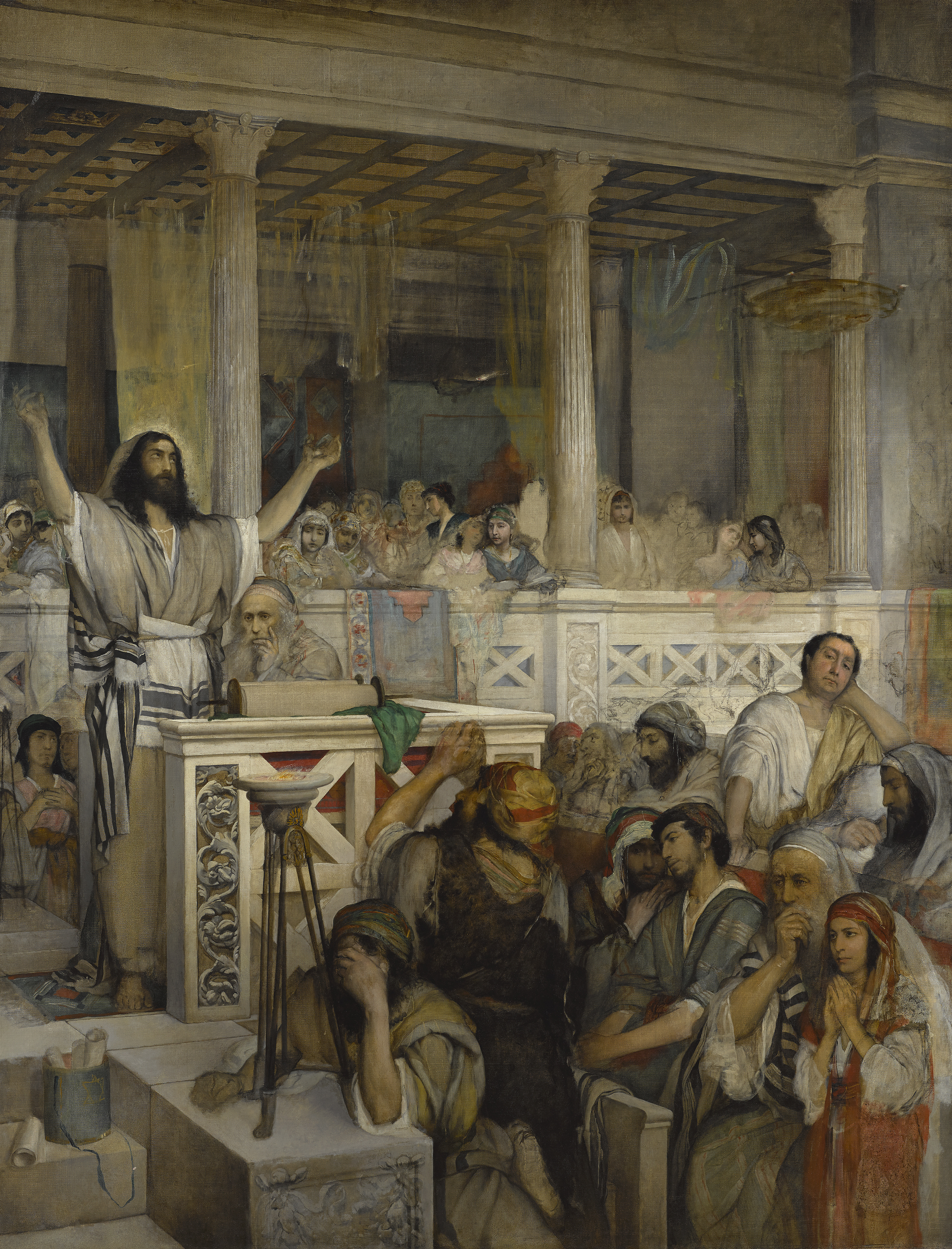
عیسی در حین موعظه در کنیسهٔ کفرناحوم
بین ۱۸۷۸ و ۱۸۷۹ م.
اثر موریس گاتلیب
موزه ملی ورشو